# Bob McKenzie
Robert Malcomson "Bob" McKenzie, född 16 augusti 1956, är en kanadensisk sportjournalist som har bevakat den nordamerikanska professionella ishockeyligan National Hockey League (NHL) sedan 1982. Han har även bevakat kanadensisk ishockey såsom landslag och juniorishockey utöver NHL.
År 1979 avlade han en examen i journalistik vid Ryerson Polytechnic University och fick en anställning hos tidningen Sault Star i Sault Ste. Marie men flyttade tillbaka till Toronto och började arbeta hos The Globe and Mail. År 1982 blev han chefredaktör för det anrika ishockeytidningen The Hockey News. År 1987 började han synas i TV-kanalen The Sports Network (TSN). År 1991 lämnade han The Hockey News och blev krönikör hos Toronto Star. Mellan 2000 och 2020 var han anställd hos TSN på heltid, från och med 1 juli 2020 och fem år framåt kommer han arbeta bara halvtid hos dem.
År 2015 blev han utsedd till att motta utmärkelsen Elmer Ferguson Memorial Award, där vinnaren utses av intresseorganisationen Professional Hockey Writers’ Association och priset ges ut av Hockey Hall of Fame.